# 罗伯特·雷恩
罗伯特·雷恩（英語：Robert Wrenn，1873年9月20日—1925年11月12日），生于高地公園，美国男子网球运动员。他曾获得美国网球公开赛男子单打冠军、男子双打冠军。他于1925年在纽约去世。